# Unsere Kinder (Zeitschrift)
Unsere Kinder. Das Fachjournal für Bildung und Betreuung in der frühen Kindheit ist die einzige österreichische Fachzeitschrift für Kindergarten- und Kleinkinderpädagogik. Sie erscheint in zweimonatlichem Rhythmus, wird von der Caritas Österreich herausgegeben und von der Caritas für Kinder und Jugendliche in Linz verlegt.

## Geschichte
Die Fachzeitschrift wurde 1924 als Arbeitsmappe mit Beschäftigungs- und Bastelanleitungen ins Leben gerufen:
Durch zwei Jahre hindurch (1924 und 1925) wurde diese Arbeitsmappe dreimal im Jahr als eine Art 'Rundbrief' an 10 Kindergärten versandt, die sie für kurze Zeit behalten durften und dann an die nächste angegebene Anschrift weitersenden mussten… Bereits 1926 konnte die Mappe als Eigentum an jede einzelne Anstalt (Kindergarten, Horte und Heime) versandt und dort behalten werden. Der Inhalt der 'Arbeitsmappen' wurde kontinuierlich erweitert. Zu den Bastelanleitungen kamen pädagogische Beiträge vor allem über die damals modern gewordene Montessori-Pädagogik, aber auch neuartige Vorschläge für die Praxis in Form von 'Einheitsstoffen', die uns besser als 'Wochenstoffe' bekannt sind.
Die Zahl der Arbeitshefte stieg rapide an. So wurden bereits drei Jahre später 800 Mappen versandt, u. a. in die damalige Tschechoslowakei, nach Thüringen, Sachsen, Frankreich sowie in die Türkei und in die Schweiz. 1928 erschienen erstmals die Aufsätze in gedruckter Form. Die Fachzeitschrift Für unsere Kinder, die in einer Auflage von 2 000 Heften gedruckt wurde, war geboren. Während der Zeit des Nationalsozialismus durfte sie nicht mehr erscheinen und wurde ersetzt durch die vom N.S-Lehrerbund herausgegebene Fachzeitschrift Kindergarten.
Nach dem Zusammenbruch erschien bereits 1946 Unsere Kinder, ab 1950 mit dem Untertitel Zeitschrift für Kindergärten, Horte und Heime. Im Lauf der Jahre änderte Unsere Kinder mehrmals den Untertitel und das Layout.
Am 8. November 2024 feierte die Zeitschrift auf der Bildungsmesse Interpädagogica in Wien ihren 100. Geburtstag. Zu diesem Anlass erschien eine Sondernummer über "100 Jahre UNSERE KINDER 1924-2024". Inzwischen sind die Zeitschriftenjahrgänge 1929–1939 online abrufbar.

## Konzept
Unsere Kinder versteht sich vordergründig als Informations- und Diskussionsforum im Bereich der Kindergarten- und Kleinkinderpädagogik. Sie wendet sich vor allem an Fachkräfte in Kitas, an Studierende der Sozialpädagogik, ferner an Fachberater, Fachlehrer sowie an pädagogisch Interessierte. Die theoretischen und praktischen Beiträge stehen im Einklang mit dem Leitbild der Caritas und entsprechen den aktuellen, sozialen- und gesellschaftspolitischen Gewichtungen. Daneben enthält die konfessionell gebundene Fachzeitschrift ein umfangreiches Magazin mit Rezensionen, Kommentaren, Veranstaltungshinweisen etc. Illustrationen, Karikaturen, Fotos und dergleichen mehr erhöhen ihre Ansprechbarkeit und die Lesefreude.

## Schriftleiter
- Hildegard Heh
- Clara Dederichs
- Ernst Rafferzeder
- Rosa Kneidinger (später Mayrhofer) (1959–1977)
- Charlotte Niederle (1977–1995)
- Judith Reimitz (später Reimitz-Filipic) (1995–2002)
- Martin Kranzl-Greinecker (seit 2002)